# Jarupong Sangpong
Jarupong Sangpong (thailändisch จารุพงศ์ สังข์พงษ์; * 19. Februar 1981) ist ein ehemaliger thailändischer Fußballspieler und heutiger Trainer.

## Karriere

### Spieler
Jarupong Sangpong stand bis Ende 2015 beim TOT SC unter Vertrag. Wo er vorher gespielt hat, ist unbekannt. Der Verein aus der thailändischen Hauptstadt Bangkok spielte in der höchsten Liga des Landes, der Thai Premier League. Am Ende der Saison 2015 musste der Verein in die zweite Liga absteigen. Für TOT stand er 2015 zweimal auf dem Spielfeld. Nach dem Abstieg beendete er seine Karriere als Fußballspieler.

### Trainer
Seine Trainerlaufbahn begann Anfang August 2022 als Cheftrainer beim Phuket Andaman FC. Der Verein aus Phuket spielte in der dritten Liga. Mit dem Klub trat er in der Southern Region an. Ende Juni 2023 übernahm er das Traineramt beim Zweitligisten Customs United FC. Bei dem Verein stand er bis zum 19. September 2023 unter Vertrag.